# مسجد علاء الدين (سينوب)
مسجد علاء الدين، هو مسجد تاريخي يقع في مدينة سينوب، مقاطعة سينوب، تركيا. 

## التاريخ
- تم بناء المسجد في منطقة سينوب من قبل علاء الدين كيكوبات الأول في عشرينيات القرن الثاني عشر في العهد السلجوقي.[3]

- هدم معظم المسجد، وتمت إستعادة السيطرة التركية عليه في عام 1264.

- في عام 1385 قام جلال الدين بايزيد الجندار بتوسيع المسجد، ودمج سينوب وبقية أراضي كاندار في الإمبراطورية العثمانية عام 1461.

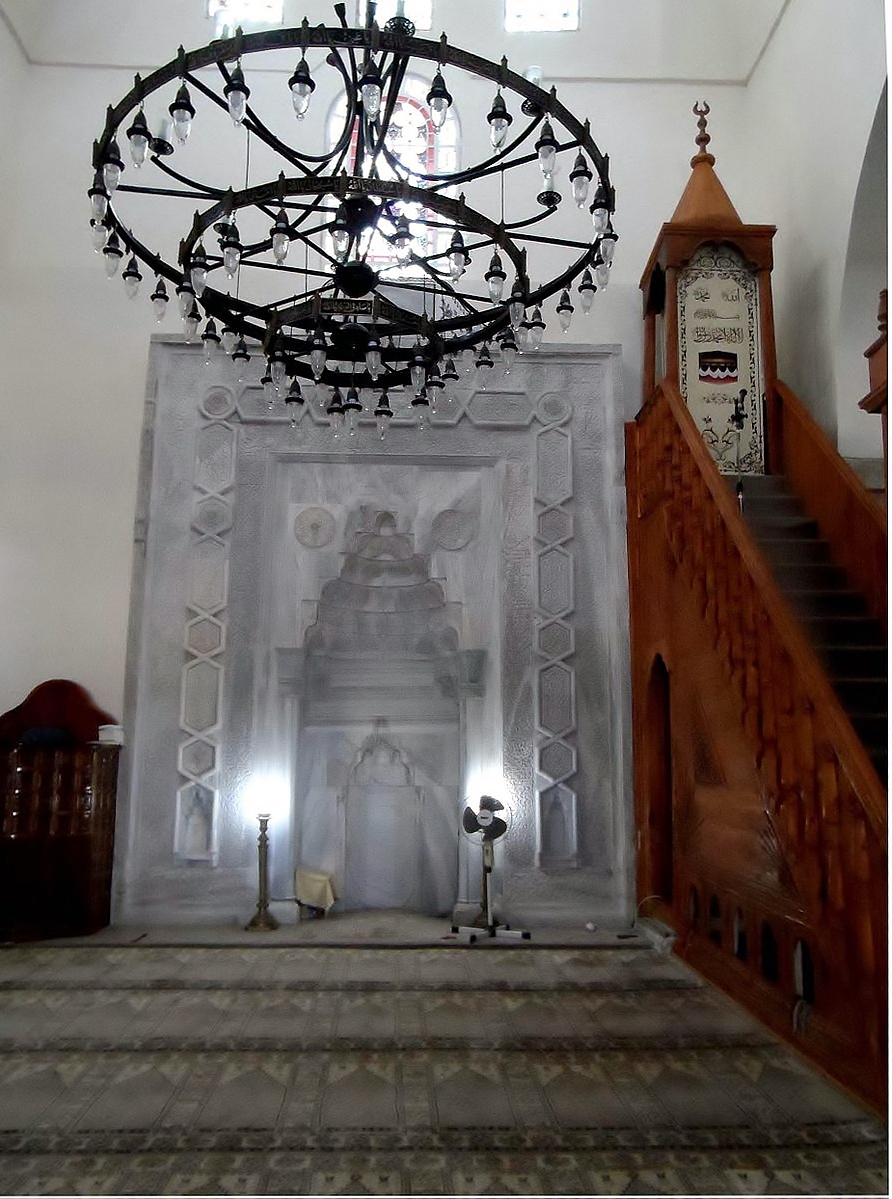
مسجد علاء الدين في سينوب من الداخل

- مسجد علاء الدين في سينوب من الداخل خلال الحكم العثماني خضع المسجد للصيانة في عدة مناسبات، في خمسينيات القرن التاسع عشر قام توفان باشا، والي سينوب العثماني، بترميم المسجد بعد الزلزال الذي تسبب في تلف القبة، وتم آخر ترميم للمسجد في عام 2008، يحتوي المسجد على ثلاث قباب رئيسية.[4]